# Ligue de diamant 2010 - 100 m féminin
Navigation
2011
Le 100 mètres féminin de la Ligue de Diamant 2010 s'est déroulé du 23 mai au 19 août 2010. La compétition a fait successivement étape à Shanghai, Rome, Eugene, Lausanne, Gateshead et Monaco, la finale se déroulant à Zürich. L'épreuve est remportée par l'Américaine Carmelita Jeter qui s'adjuge quatre victoires en sept courses.

## Calendrier
| Date            | Meeting                    | Ville     | Pays        |
| --------------- | -------------------------- | --------- | ----------- |
| 23 mai 2010     | Shanghai Golden Grand Prix | Shanghai  | Chine       |
| 10 juin 2010    | Golden Gala                | Rome      | Italie      |
| 3 juillet 2010  | Prefontaine Classic        | Eugene    | États-Unis  |
| 8 juillet 2010  | Athletissima               | Lausanne  | Suisse      |
| 10 juillet 2010 | Meeting de Gateshead       | Gateshead | Royaume-Uni |
| 22 juillet 2010 | Meeting Herculis           | Monaco    | Monaco      |
| 19 août 2010    | Weltklasse Zürich          | Zurich    | Suisse      |

## Faits marquants
L'Américaine Carmelita Jeter s'impose lors de la première étape de la saison à Shanghai, meeting où elle s'était illustrée l'année précédente en réalisant 10 s 64. En 11 s 09, elle devance de vingt centièmes de seconde la championne du monde et olympique en titre jamaïcaine Shelly-Ann Fraser alors que la vétérane bahaméenne Chandra Sturrup prend la troisième place. Le 10 juin, à Rome, l'Américaine LaShauntea Moore, auteur de 10 s 97 deux semaines auparavant, profite de l'absence de Carmelita Jeter mais également de la disqualification pour faux-départ de Shelly-Ann Fraser et de Mikele Barber. Elle s'adjuge la victoire finale dans le temps de 11 s 04 devant Chandra Sturrup et Tahesia Harrigan.

## Résultats
| Date | Meeting   | 1er                                  | 1er   | 2e                              | 2e    | 3e                           | 3e    |
| --- | --------- | ------------------------------------ | ----- | ------------------------------- | ----- | ---------------------------- | ----- |
| 23 mai 2010 | Shanghai  | Carmelita Jeter 11 s 09              | 4 pts | Shelly-Ann Fraser 11 s 29       | 2 pts | Chandra Sturrup 11 s 38      | 1 pt  |
| 10 juin 2010 | Rome      | LaShauntea Moore 11 s 04             | 4 pts | Chandra Sturrup 11 s 14         | 2 pts | Tahesia Harrigan 11 s 17     | 1 pt  |
| 3 juillet 2010 | Eugene    | Veronica Campbell-Brown 10 s 78 (WL) | 4 pts | Shelly-Ann Fraser 10 s 82 (SB)  | 2 pts | Carmelita Jeter 10 s 83 (SB) | 1 pt  |
| 8 juillet 2010 | Lausanne  | Carmelita Jeter 10 s 99              | 4 pts | Sherone Simpson 11 s 15         | 2 pts | Chandra Sturrup 11 s 18      | 1 pt  |
| 10 juillet 2010 | Gateshead | Carmelita Jeter 10 s 95              | 4 pts | Kelly-Ann Baptiste 11 s 00      | 2 pts | Sherone Simpson 11 s 02 (SB) | 1 pt  |
| 22 juillet 2010 | Monaco    | Carmelita Jeter 10 s 82 (SB)         | 4 pts | Veronica Campbell-Brown 10 s 98 | 2 pts | Kelly-Ann Baptiste 11 s 03   | 1 pt  |
| 19 août 2010 | Zürich    | Veronica Campbell-Brown 10 s 89      | 8 pts | Carmelita Jeter 10 s 89         | 4 pts | Marshevet Myers 10 s 97 (SB) | 2 pts |
| Records et Performances - AR : Record continental (area record) - CR : Record des championnats (championship record) - MR : Record du meeting (meet record) - NR : Record national (national record) - OR : Record olympique (olympic record) - PR : Record paralympique (paralympic record) - PB : Record personnel (personal best) - SB : Meilleure performance personnelle de la saison (season's best) - WL : Meilleure performance mondiale de l'année (world leader) - WJR : Record du monde junior (world junior record) - WR : Record du monde (world record) Circonstances et Conditions - DNF : N'a pas terminé (did not finish) - DNS : N'a pas pris le départ (did not start) - DQ : Disqualification (disqualification) - NM : Aucun essai valable enregistré (No Mark) - Q : Qualifié « directement » au prochain tour (ou à la prochaine compétition), lors d'une compétition majeure, grâce au classement ou à la réalisation des minima (automatic qualifier) - q : Qualifié au prochain tour (ou à la prochaine compétition), lors d'une compétition majeure, grâce au repêchage ou à la réalisation de l'une des meilleures performances parmi celles des « non qualifiés directement » (grâce au meilleur temps ou à la meilleure distance par exemple) (secondary qualifier) |           |                                      |       |                                 |       |                              |       |

## Classement général
| Rang | Athlète                                            | Points |
| ---- | -------------------------------------------------- | ------ |
| 1    | Carmelita Jeter                                    | 21     |
| 2    | Veronica Campbell-Brown                            | 14     |
| 3    | Shelly-Ann Fraser LaShauntea Moore Chandra Sturrup | 4      |
| 6    | Kelly-Ann Baptiste Sherone Simpson                 | 3      |
| 8    | Tahesia Harrigan Marshevet Myers                   | 1      |